# Analyse (canção de The Cranberries)
Analyse é uma canção da banda irlandesa The Cranberries. Foi o primeiro single do quinto álbum de estúdio do grupo, Wake Up and Smell the Coffee, lançado em 2001.

## Videoclipe
O videoclipe da canção teve que ser editado em consequência dos atentados de 11 de setembro em Nova York.

## Faixas
1. "Analyse" (radio edit) – 3:58
2. "Analyse" (Oceanic radio edit) – 3:55
3. "I Can't Be with You" (Ao vivo) – 3:21
4. "In the Ghetto" (Ao vivo) – 2:49

## Paradas
| Parada (2001)                                      | Melhor colocação |
| -------------------------------------------------- | ---------------- |
| Bélgica (Ultratip Bubbling Under da Valônia)       | 14               |
| Europa (Eurochart Hot 100)                         | 69               |
| França (SNEP)                                      | 57               |
| Irlanda (IRMA)                                     | 28               |
| Itália (FIMI)                                      | 4                |
| Países Baixos (Single Top 100)                     | 76               |
| Polônia (LP3)                                      | 6                |
| Portugal (AFP)                                     | 5                |
| Romênia (Romanian Top 100)                         | 55               |
| Espanha (PROMUSICAE)                               | 3                |
| Suíça (Schweizer Hitparade)                        | 43               |
| Reino Unido (UK Singles Chart)                     | 89               |
| Estados Unidos (Billboard Adult Alternative Songs) | 16               |
| Estados Unidos (Billboard Adult Top 40)            | 26               |